# مقاطعة كروسبي (تكساس)

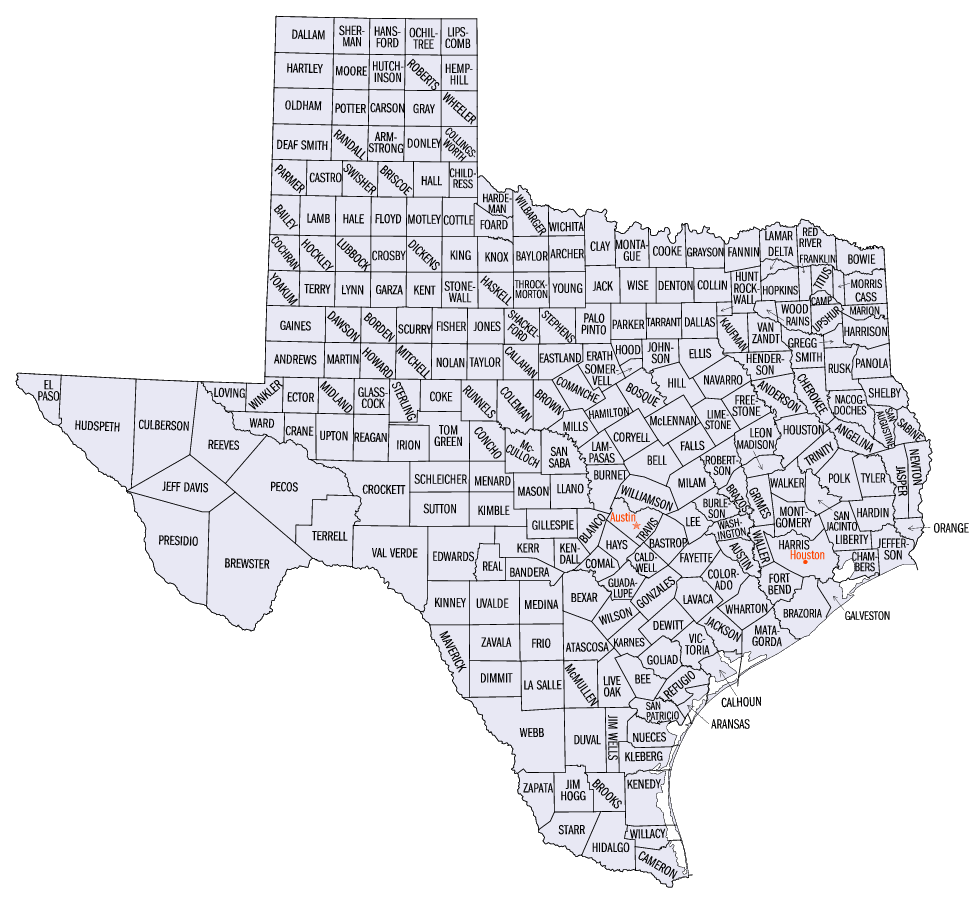
خارطة مقاطعات تكساس

مقاطعة كروسبي (بالإنجليزية: Crosby  County)‏ هي إحدى المقاطعات في ولاية تكساس، الولايات المتحدة الأمريكية.